# Bingsjön
Bingsjön är en sjö i Rättviks kommun i Dalarna och ingår i Dalälvens huvudavrinningsområde. Sjön har en area på 0,546 kvadratkilometer och ligger 214,9 meter över havet.